# Pałac Wodzińskich w Zaborówku
Pałac Wodzińskich – późnoklasycystyczny pałac położony w Zaborówku, w powiecie warszawskim zachodnim w województwie mazowieckim. Został wzniesiony w I połowie XIX wieku dla rodziny Wodzińskich h. Jastrzębiec. 

## Historia
Pałac został wybudowany w I połowie XIX wieku. Od momentu powstania do końca XX wieku wielokrotnie przebudowywany. W latach 30. XX w. pałac był w posiadaniu Gabriela Wodzińskiego i jego żony Róży z hrabiów Jezierskich. W rękach rodziny Wodzińskich pałac znajdował się do 1945 roku. Po wojnie ulokowano tu stołówkę i salę telewizyjną dla mieszkańców bloków miejscowego PGR-u. W 1991 gruntownie przebudowany i przystosowany do potrzeb ośrodka konferencyjnego. Obecnie pałac znajduje się w prywatnych rękach.

## Architektura
Pałac wybudowany z cegły, otynkowany, posiadający cechy późnego klasycyzmu i neorenesansu. O niesymetrycznej bryle, podpiwniczony z mieszkalnym poddaszem i trzema piętrowymi ryzalitami. W ryzalicie środkowym: czterokolumnowy portyk podtrzymujący taras, w ogrodowym: otwarty ganek ze schodami. W narożniku południowo-wschodnim pałacu, oryginalnie znajdował się ogród zimowy. Wokół pałacu znajdują się pozostałości parku.